# Єлагін Олег Вікторович
Олег Вікторович Єлагін (1982, Куйбишев) — медіахудожник, звукорежисер, композитор. Працює в області відеоарту та електронної музики. Лауреат конкурсу «музика в антології» фестивалю MATA 2017 року в Нью-Йорку.
Учасник 61го і 63го Міжнародного фестивалю короткометражного кіно в Оберхаузені
Номінант «Премії в галузі сучасного мистецтва ім. Сергія Курехіна» 2015 року.
Піонер блокчейн арту.